# ريان (لاعب كرة قدم)
ريان هو لاعب كرة قدم برازيلي في مركز الدفاع، ولد في 21 ديسمبر 1989 في ليناريس في البرازيل. لعب مع ريد بل برازيل.

## وصلات خارجية
- ريان (لاعب كرة قدم) على موقع قاعدة بيانات كرة القدم.إي يو (الإنجليزية)
- ريان (لاعب كرة قدم) على موقع Soccerway.com (الإنجليزية)